# Peritapnia
Peritapnia – rodzaj chrząszczy z rodziny kózkowatych. 

## Zasięg występowania
Przedstawiciele tego rodzaju występują w  Ameryce Płn od Arizony na płn. po Panamę na płd.

## Systematyka
Do Peritapnia zaliczane są 4 gatunki:
- Peritapnia fabra
- Peritapnia minima
- Peritapnia nudicornis
- Peritapnia pilosa.